# Vereinfachtes Strafverfahren
Unter vereinfachtes oder verkürztes Strafverfahren versteht man im Strafrecht zahlreiche Instrumente, die den regulären Ablauf mit mündlichen Gerichtsverhandlungen ersetzen sollen. Sie dienen allgemein der gerichtlichen Verfahrensbeschleunigung (wozu auch Maßnahmen zur effizienteren Urteilsfindung bis hin zum Schnellverfahren, oder des Ablaufs im Instanzenzug gehören).

## Grundlagen
Das ordentliche Gerichtsverfahren mit mündlichen Hauptverhandlungen gehört zu den zentralen Errungenschaften des modernen Strafprozesses. Nachteil ist der hohe Aufwand, zeitlich wie finanziell. Daher werden zahlreiche verschiedene Instrumente verwendet oder getestet, die die Gerichte und Richter entlasten sollen, ohne die Persönlichkeitsrechte, insbesondere das Grundrecht auf ein faires Verfahren, zu beeinträchtigen, und außerdem das berechtigte Interesse des allfälligen Tatopfers, dass die Strafsache öffentlich wird, zu berücksichtigen: Das Recht auf eine gerichtliche Entscheidung in Zivil- und Strafsachen ist ebenfalls ein Grundrecht, für Täter wie Opfer.
Weil die Mündlichkeit, also die unmittelbare Konfrontation der Prozessbeteiligten, fehlt, spricht man auch von reinem „Aktenverfahren“.
Ein Beispiel ist der schon 1846 – nach Einrichtung eines ordentlichen Prozesswesens im modernen Sinne – in Preußen eingeführte schriftliche Strafbefehl (Mandatsverfahren).
Eine weitere Anwendung sind einsichtige Beschuldigte, also geständige und reumütige, die Schuld wie Strafmaß unwidersprochen annehmen. Dann können auch die Prozesskosten für den Verurteilten gering gehalten werden.
Seit 2009 ist die Verständigung im Strafverfahren gesetzlich geregelt.
Der Unterschied zum außergerichtlichen Vergleich besteht darin, dass es zu einer rechtswirksamen Bestrafung kommt.

## Nationales

### Österreich
In Österreich gibt es folgende Formen:
- Abgekürzte Verfahren im Verwaltungsstrafrecht („Strafmandate“, „Strafzettel“: schriftliche Verfügung ohne Ermittlungsverfahren):
  - Strafverfügung bei kleinen Verwaltungsverstößen bis 600 € Geldstrafe durch Behörden (§§ 47–49 VStG 1991)
  - Anonymverfügung für Verwaltungsübertretungen die von Polizisten oder anderen Aufsichtsorganen wahrgenommen oder mittels bildverarbeitender technischer Einrichtungen festgestellt werden (§ 49a VStG 1991); Hauptanwendungsbereich ist die StVO
  - Organstrafverfügung für Verwaltungsübertretungen die von Polizisten oder anderen Aufsichtsorganen wahrgenommen werden (§ 50 VStG 1991)
- in der Strafprozessordnung:
  - Einzelrichter am Landesgericht, für Vergehen und Straftaten mit einer Strafdrohung von bis zu 5 Jahre Freiheitsstrafe (mit Ausnahmen) u. ä. (§ 31 Z. 4 StPO 1975) – dieses ist im Hauptverhandlungsstadium sonst Schöffen- oder Geschworenengericht.[2]
  - Mandatsverfahren, schriftliche Strafverfügung durch den Richter: bis 1 Jahr bedingte Freiheitsstrafe (§ 491 StPO 1995)
  - Diversionsmaßnahmen, Ersatz der Strafe durch Geldzahlung, gemeinnützige Leistungen, Probezeit, Tatausgleich (§§ 200–204 StPO 1995)
  - Abwesenheitsverfahren am Bezirksgericht (§ 427 StPO 1995)[2]
- im Finanzverfahren:
  - Vereinfachtes Verfahren im Finanzstrafverfahren, Strafverfügung durch das Finanzamt als Finanzstrafbehörde (§§ 143–146 FinStrG)[3]
- im Strafvollzugsrecht:
  - Abgekürztes Verfahren bei Ordnungswidrigkeiten für Ordnungsstrafen eines Verweises oder einer Geldbuße bis zu 70 € (§§ 108 u. 116a StVG)

### Schweiz
In der Schweiz gibt es:
- Besondere Verfahren im Strafprozessrecht (8. Titel StPO)
  - Strafbefehlsverfahren durch die Staatsanwaltschaft bis 6 Monate Freiheitsstrafe und Vergleichbares (Art. 352–356 StPO)[5]
  - Übertretungsstrafverfahren durch Verwaltungsbehörden (Art. 357 StPO)